# 六氟合钛酸
六氟合钛酸（又称氟钛酸）是一种无机化合物，化学式为(H3O)(H5O2)[TiF6]。根据X射线晶体学，该盐由[TiF6]2-八面体和两种水合氢离子（(H3O)+和(H5O2)+）组成。
它与大多数水合氢离子盐一样，仅在酸性溶液中稳定。在碱性条件下，有关的盐会水解成水合二氧化钛：
(NH
4)
2TiF
6  +  4 NH
3  +  2 H
2O   →   TiO
2  +  6 NH
4F
与这个酸有关的盐包括质子化氟化氢的六氟合钛(IV)酸盐，(H2F)2[TiF6]。